# Таско-де-Аларкон (муниципалитет)
Та́ско-де-Аларко́н (исп. Taxco de Alarcón) — муниципалитет в Мексике, штат Герреро, с административным центром в одноимённом городе. Численность населения, по данным переписи 2010 года, составила 104053 человека.

## Общие сведения
С языка науатль Таско можно перевести как — место для игры в мяч. Вторая часть названия — Аларкон, дана в честь Хуана Руиса де Аларкона.
Площадь муниципалитета равна 651 км², что составляет 1,02 % от площади штата. Он граничит с другими муниципалитетами Герреро: на севере с Тетипаком, на востоке с Буэнависта-де-Куэльяром, на юге с Игуала-де-ла-Индепенденсией и Телолоапанон, на западе с Искатеопан-де-Куаутемоком и Педро-Аскенсио-Алькисирасом. Также на востоке граничит с другим штатом Мексики — Морелосом.

## Учреждение и состав
Муниципалитет был образован 6 августа 1824 года, в его состав входит 234 населённых пункта, самые крупные из которых:
| Код INEGI | Населённый пункт                                                  | Численность населения (2005 год) | Численность населения (2010 год) | Фото                                |
| 055       | Всего                                                             | 98854                            | 104053                           |                                     |
| 0001      | Таско-де-Аларкон (исп. Taxco de Alarcón) (административный центр) | 50415                            | 52217                            | Водопад недалеко от асьенды Чорильо |
| 0046      | Тламакасапа (исп. Tlamacazapa)                                    | 5458                             | 6234                             | Водопад недалеко от асьенды Чорильо |
| 0002      | Акамистла (исп. Acamixtla)                                        | 5386                             | 5301                             | Водопад недалеко от асьенды Чорильо |
| 0039      | Акуитлан (исп. Acuitlapán)                                        | 3669                             | 4006                             | Водопад недалеко от асьенды Чорильо |
| 0049      | Таско-эль-Вьехо (исп. Taxco el Viejo)                             | 2932                             | 3172                             | Водопад недалеко от асьенды Чорильо |
| 0053      | Теуилопетек (исп. Tehuilotepec)                                   | 2207                             | 2377                             | Водопад недалеко от асьенды Чорильо |
| 0055      | Какалотенанго (исп. Cacalotenango)                                | 1581                             | 1877                             | Водопад недалеко от асьенды Чорильо |
| 0026      | Пайнтла (исп. Paintla)                                            | 1537                             | 1695                             | Водопад недалеко от асьенды Чорильо |
| 0006      | Ахихинтла (исп. Axixintla)                                        | 1617                             | 1647                             | Водопад недалеко от асьенды Чорильо |
| 0034      | Сан-Хуан-де-Диос (исп. San Juan de Dios)                          | 1184                             | 1457                             | Водопад недалеко от асьенды Чорильо |
| 0051      | Текальпулько (исп. Tecalpulco)                                    | 1515                             | 1386                             | Водопад недалеко от асьенды Чорильо |
| 0050      | Теакалько (исп. Teacalco)                                         | 1170                             | 1134                             | Водопад недалеко от асьенды Чорильо |

## Экономическая деятельность
По статистическим данным 2000 года, работоспособное население занято по секторам экономики в следующих пропорциях: сельское хозяйство, скотоводство и рыбная ловля — 7,6 %, промышленность и строительство — 46,9 %, сфера обслуживания и туризма — 43,9, прочее — 1,6% %.

## Инфраструктура
По статистическим данным 2010 года, инфраструктура развита следующим образом:
- электрификация: 98,5 %;
- водоснабжение: 76,8 %;
- водоотведение: 86,7 %.

## Туризм
Основными достопримечательностями муниципалитета являются:
- дом Хуана Руиса де Аларкона;
- церковь Санта-Приска, построенная в 1748 году;
- церковь Сан-Мигель, построенная в XVIII веке;
- церковь Сан-Бернардино, построенная в XV веке как монастырь;
- другие архитектурные памятники.